# Gustaf Thomé

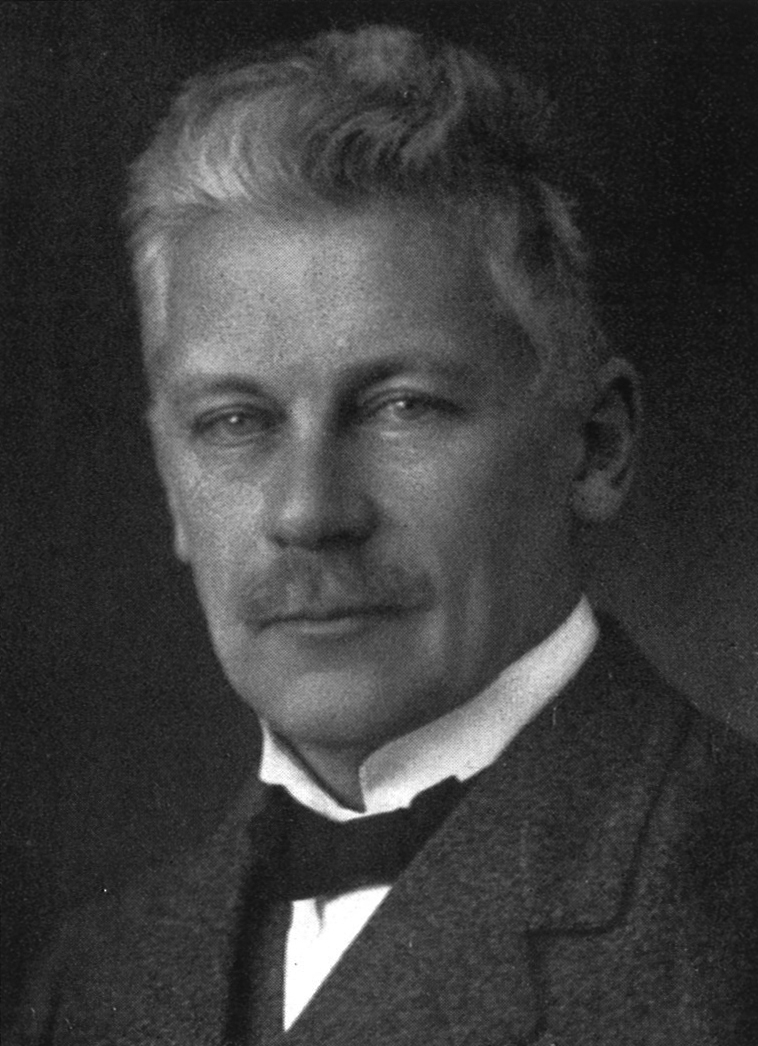
Gustaf Thomé.

Lars Gustaf Thomé, född den 29 januari 1875 i Lund, död den 22 augusti 1966, var en svensk agronom. Han var far till Karl Erik Thomé.
Thomé blev student vid Lunds universitet 1893, filosofie kandidat 1896, filosofie licentiat 1905, filosofie doktor 1906 på avhandlingen Sek. butylamin (2-aminobutan) och derivat deraf. Han studerade 1905–1906 vid Alnarps lantbruks- och mejeriinstitut, där han var extra lärare 1903–1908, blev adjunkt där 1909, professor i mejerikemi, bakteriologi och mjölkhushållning 1918–1942 samt rektor 1922–1927. Han var ledamot av nämnden för provning av mejerimaskiner och redskap vid Alnarp 1909-41, av styrelsen för statens maskin- och redskapsprovningsanstalt 1926-–´1941, av styrelsen för centralanstalten för försöksverksamhet på jordbruksområdet 1931-38.
Thomé författade avdelningen Mejeriväsendet i "Sveriges land och folk" (1915) och Mejerihushållningen i "Svenska jordbrukets bok" (1925), Mjölkens och mejeriprodukternas sammansättning och egenskaper (1926), Mjölkhygien (1939) samt tidskriftsuppsatser om kemi och mjölkhushållning. Han invaldes som ledamot av Lantbruksakademien 1925.